# Myagrus javanicus
Myagrus javanicus là một loài bọ cánh cứng trong họ Cerambycidae.